# BBGirls
BBGirls (en hangul, 브브걸; anteriormente conocidas como Brave Girls) es un grupo de chicas surcoreano creado por el productor Brave Brothers, en 2011 y manejado actualmente por BBGirl Company, en conjunto con GLG. Luego de su debut con el álbum sencillo The Difference el 7 de abril de 2011, el grupo ha lanzado cuatro miniálbumes, incluyendo Back to da Future (2011), Re-Issue (2012), High Heels (2016) y Rollin (2017). Si bien comenzaron como un grupo de cinco miembros, tuvieron varios cambios en su alineación, quedando actualmente como un grupo de tres miembros: Minyoung, Eunji y Yuna. Ninguna de las miembros originales está actualmente en el grupo. En 2021, el grupo alcanzó una gran popularidad tras el inesperado éxito de su sencillo lanzado en 2017 titulado «Rollin'».

## Historia

### Predebut
El 14 de marzo de 2011, Eunyoung fue revelada como la líder de Brave Girls. Ella es la sobrina de Shin Ha-kyun, actor conocido por su rol en Welcome to Dongmakgol y Sympathy for Lady Vengeance. Hyeran fue revelada el 17 de marzo, ganando popularidad por su parecido con la cantante Son Dam-bi y sus viejos videos de prácticas de baile. Yejin también ganó popularidad por el hecho de haber sido "Miss Seattle" en la competencia de Miss Korea, y por su parecido con la actriz Kim Sa-rang.

### 2011-2015: Debut,Re-Issue,For Youy receso

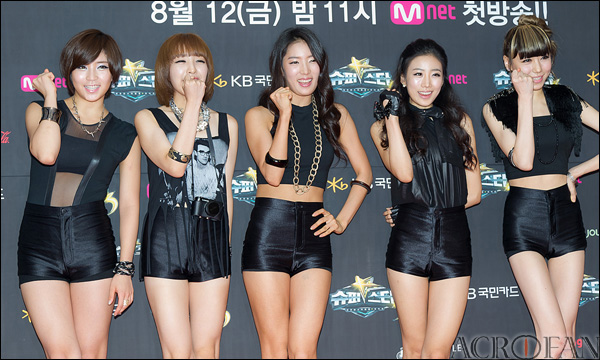
Brave Girls en el estreno de Superstar K 3 en 2011.

El 31 de marzo de 2011, Brave Brothers lanzó dos imágenes adelantando los dos conceptos que el grupo usaría para su debut. El 7 de abril, lanzaron su álbum sencillo debut The Difference, junto con el video musical para su pista principal, "Do You Know". Luego tuvieron su presentación debut en Music Bank de KBS, con las pistas promocionales "So Sexy" y "Do You Know". El video musical de "So Sexy" fue lanzado el 8 de junio.
El 28 de julio, Brave Girls lanzó el sencillo principal de su miniálbum debut Back to da Future, titulado "Easily", en el cual colaboraron con el artista coreano de reggae Skull, junto con su video musical. Brave Brothers declaró que la canción hace homenaje a "Excuse" de Kim Gun-mo. El EP completo se lanzó el 29 de julio y se posicionó en el número 14 de la Gaon Album Chart, vendiendo 1.606 copias. En la 19.ª edición de los Korea Culture Entertainment Awards, realizada el 15 de diciembre, el grupo recibió el premio de "Rookie of the Year".
El 22 de febrero de 2012, Brave Girls lanzó su segundo miniálbum Re-Issue y realizaron una presentación promocional del álbum, junto con una aparición especial de Teen Top. El EP se posicionó en el número 14 de la Gaon Album Chart. La pista principal "Nowadays" se posicionó alto en las listas musicales y se convirtió en tendencia en los sitios coreanos. El 31 de agosto de 2013, Brave Girls lanzó un sencillo titulado "For You". En febrero de 2014, Brave Brothers reportó que estaba trabajando en un álbum completo para el grupo, pero que se encontraba suspendido debido a los trabajos que estaba realizando para AOA. Brave Girls se mantuvo inactivo por los siguientes dos años.

### 2016-2020: Cambios en la alineación,High HeelsyRollin'

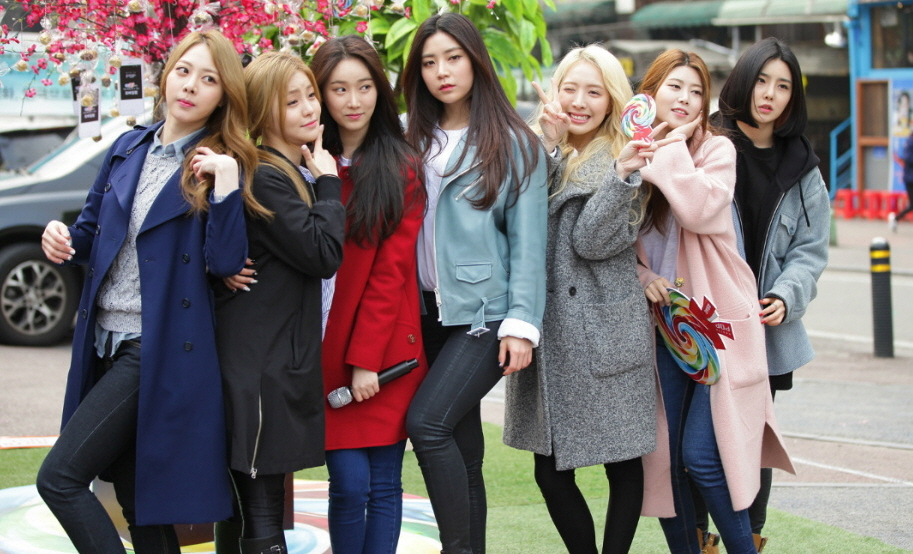
Brave Girls en 2016.

Luego de un receso de dos años y medio, se anunció que Brave Girls haría su regreso como un grupo de siete miembros, con dos miembros originales (Yoojin y Hyeran) y cinco nuevas miembros (Minyoung, Yujeong, Eunji, Yuna y Hayun) El grupo lanzó un sencillo digital titulado "Deepened" el 16 de febrero. El 19 de junio, Brave Girls lanzó su tercer miniálbum High Heels y el video musical para su pista principal "High Heels". El 1 de septiembre, el grupo lanzó un sencillo digital titulado "Yoo-hoo".

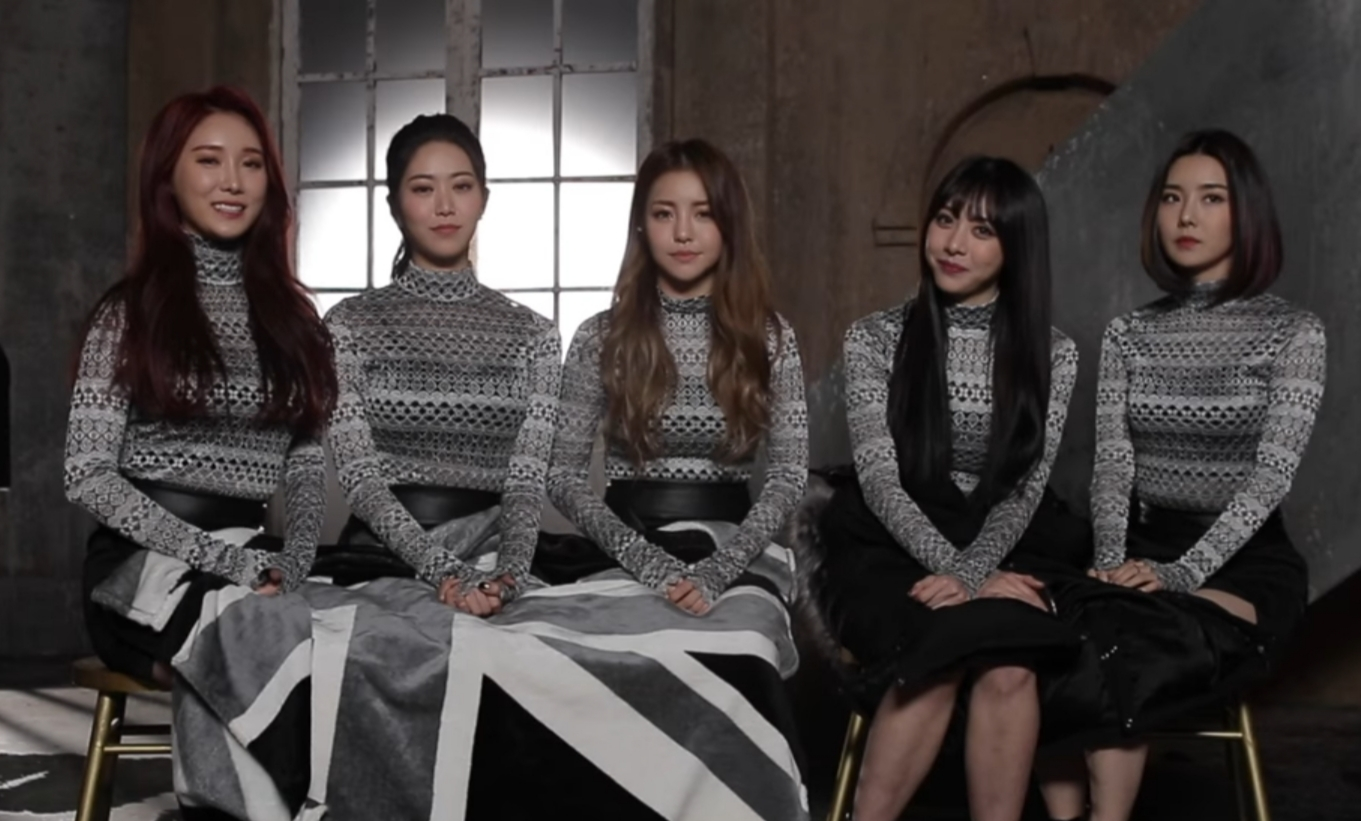
Brave Girls en la grabación del video musical de «Rollin'», en 2017.

El 13 de enero de 2017, se anunció que las miembros Yoojin y Hyeran, las dos que quedaron de la alineación original, dejarían de promocionar con el grupo. Yoojin decidió seguir con sus estudios en el extranjero y también dejaría el grupo. Mientras tanto, Hyeran tomaría un receso debido a problemas de salud. Se remarcó que no se añadirán nuevas miembros y que Brave Girls continuarían promocionando como un grupo de cinco chicas, con las miembros Minyoung, Yujeong, Eunji, Yuna y Hayun, para un posible regreso en febrero o marzo con un nuevo lanzamiento. El grupo lanzó su cuarto miniálbum Rollin' el 7 de marzo. En octubre de 2017, las miembros Yujeong, Eunji y Yuna participaron en el show de repesca The Unit que se estrenó el 28 de octubre. Yujeong y Eunji pasarón la audición. Eunji fue eliminada en el 45to lugar durante la primera ronda de eliminación, mientras que Yujeong fue eliminada en el 37mo puesto durante la segunda ronda de elminación.
El 11 de agosto de 2018, el grupo lanzó «Rollin' (New Version)», una versión rearreglada del sencillo homónimo lanzado en 2017, como un regalo a los fanáticos por el apoyo apasionado a la canción durante los meses pasados. También se anunció que el grupo seguirá promocionando como un grupo de cuatro miembros, debido a que Hayun se tomará un descanso por motivos de salud.
El 14 de agosto de 2020, Brave Girls hizo su regreso luego de casi tres años, con una alineación de cuatro miembros, incluyendo Minyoung, Yujeong, Eunji y Yuna, lanzando un sencillo digital titulado "We Ride". Más tarde, el grupo apareció en una serie de webtoon producida por Toontori y patrocinada por el Ministerio de Cultura, Deportes y Turismo de Corea del Sur. Fueron uno de los ocho grupos seleccionados como parte del 2020 Hallyu Linked Support Project, organizado por la Korea International Cultural Exchange Promotion Agency, en asociación con Korea's Webtoon Industry Association.

### 2021-2022: Éxito repentino de "Rollin'" ySummer Queen

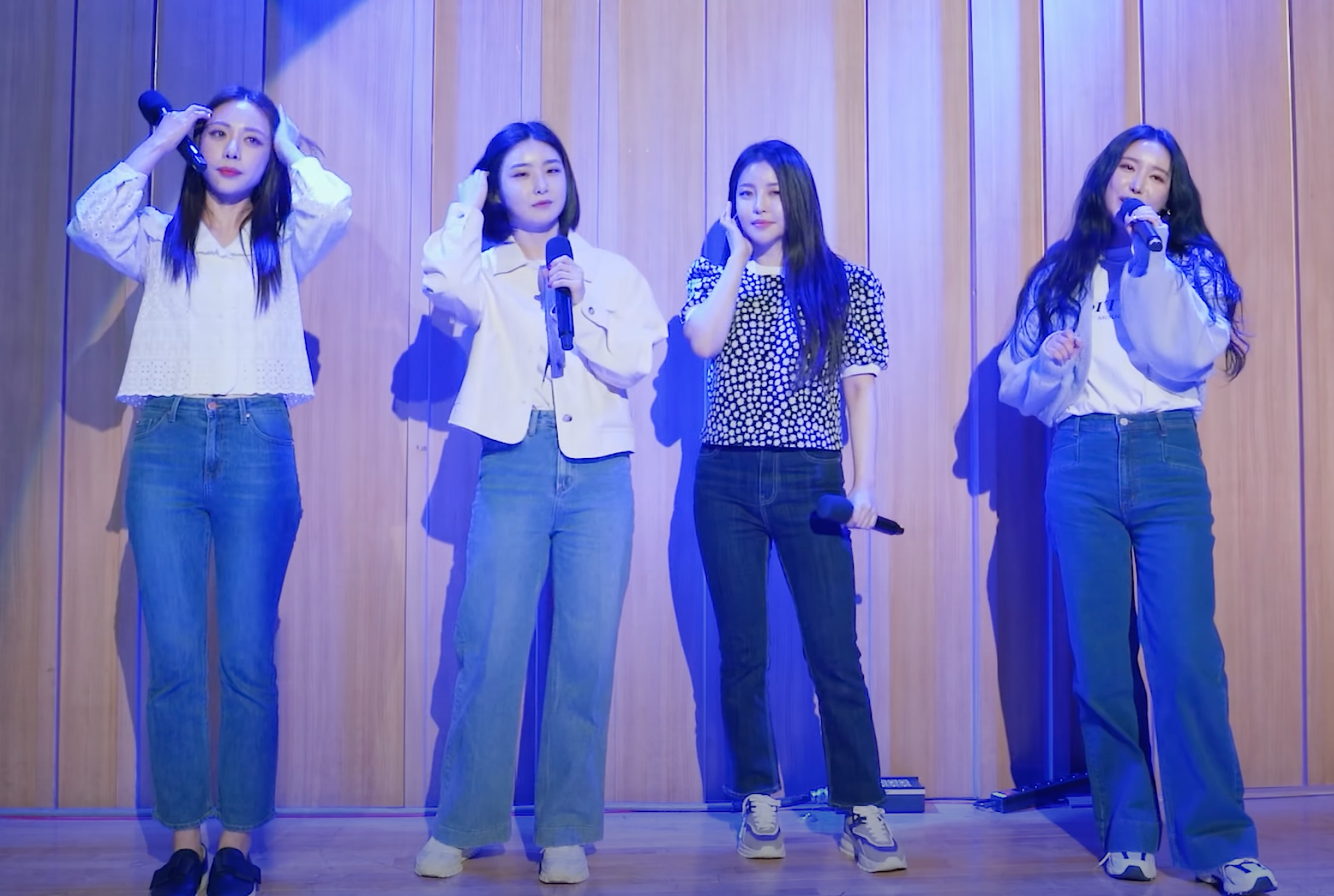
Brave Girls presentando Rollin en marzo de 2021.

En febrero de 2021, un video compilatorio de Brave Girls presentando «Rollin'» se hizo viral en YouTube. Como resultado, la canción ganó un aumento de popularidad y subió hasta la cima de las listas musicales en tiempo real. En respuesta, el grupo resumió sus actividades promocionales para la canción. Yujeong reveló que el grupo estaba cerca de disolverse, dado que ella y Yuna se habían mudado del dormitorio del grupo antes de que la canción se hiciese viral. A 11 de marzo, la canción alcanzó su primer Realtime All-Kill, convirtiéndolas en el primer grupo de K-pop en conseguir tal mérito en el año. También han conseguido su primer número uno en las listas musicales desde la fundación del grupo, y se convirtieron en el primer grupo de chicas en alcanzar el primer puesto en la MelOn 24Hits Chart desde la reestructuración de la lista en 2020. El 11 de marzo, volvieron a las promociones de «Rollin'», presentándose en M Countdown. El 12 de marzo, Instiz anunció que la canción consiguió un perfect all-kill en iChart tras haber alcanzado el #1 en las listas musicales diarias y en tiempo real. El 14 de marzo, Brave Girls recibió su primera victoria en un show musical, en Inkigayo con «Rollin'». Su victoria con la alineación actual rompió el récord de tener el mayor periodo de tiempo desde el debut a la primera victoria para un grupo de chicas en la historia del K-pop, ganando 1.854 días después del debut. Recibieron su segunda victoria en The Show unos días después. La canción logró convertirse en la canción hecha por un grupo femenino con más perfect all-kill de la historia, superando a Don't Touch Me de Refund Sisters. También coronó a Brave Girls como el grupo femenino con más perfect all-kill de la historia. La canción salió del puesto número uno de iChart acumulando 262 horas de perfect all-kill. Su último single, «We Ride», también subió en Gaon Singles Chart, alcanzando el puesto número 5.
El 1 de abril, Brave Brothers anunció el regreso de Brave Girls, con un concepto veraniego. El 28 de abril, reportes de prensa indicaron que lanzarían un miniálbum en junio. El 29 de abril, Brave Girls lanzó una versión especial de "High Heels", en colaboración con la marca de zapatos Elcanto. El 2 de mayo, Lotte Department Store anunció una colaboración con Brave Girls para lanzar un sencillo para el proyecto "Sing For You", titulado "Red Sun", el cual se lanzó el 5 de mayo.
El 18 de mayo, Brave Girls confirmó su regreso para el 17 de junio, con su quinto miniálbum Summer Queen. El miniálbum fue lanzado junto con el sencillo principal "Chi Mat Ba Ram", el cual fue presentado en vivo por primera vez en TongTongTV, junto con otra pista del álbum, "Pool Party". El álbum se posicionó en el puesto 3 de la Gaon Album Chart y el sencillo se posicionó en el mismo puesto en la Gaon Digital Chart.

### 2023: Salida de Brave, "Goodbye", nueva agencia y nombre del grupo, "One More Time",Mejor Álbum de Brave Girls
El 15 de febrero de 2023, Brave Entertainment anunció, mediante una red social oficial del grupo, que las integrantes decidieron no renovar su contrato con la empresa e «ir por caminos separados». También se mencionó que el 16 de febrero lanzarían un último sencillo de despedida titulado «Goodbye», agradeciendo a sus aficionados por todo el apoyo durante estos siete años de trayectoria.
El 12 de abril de 2023, la integrante Minyoung, mediante un chat grupal en la aplicación de mensajería KakaoTalk, mencionó que a pesar de que las cuatro integrantes decidieron no renovar contrato con Brave Entertainment, el grupo no se estaría disolviendo y que luego de no renovar dichos contratos, necesitarían un tiempo para descansar y organizarse entre ellas. Además, agregó que prontamente regresarían como un grupo completo, contradiciendo por completo el comunicado de la agencia.
El 27 de abril, Warner Music Korea anunció que los cuatro miembros habían firmado un contrato exclusivo con la agencia para continuar con las actividades como grupo y están en conversaciones sobre cómo se llamará el grupo.  Minyoung confirmó la noticia a través de su Instagram, afirmando que se están preparando para hacer un regreso en el verano.  El 3 de mayo, se anunció que habían cambiado su nombre a BB GIRLS debido a que su agencia anterior, Brave Entertainment, poseía la marca registrada del nombre 'Brave Girls'. 
El 7 de julio, Sports Kyunghyang informó que BB GIRLS regresará en agosto.  Más tarde ese mismo día, Warner Music Korea confirmó los informes. 
El 19 de julio, se publicó un adelanto en las cuentas de redes sociales del grupo que anunciaba que regresarían el 3 de agosto.  El 24 de julio, se reveló que el título del lanzamiento sería " One More Time ". . 
El 20 de agosto, Brave Entertainment lanzó el primer mejor álbum del grupo, Brave Girls Best Album , bajo su nombre anterior.

### 2024: Cambios de agencia, salida de Youjoung
El 22 de abril de 2024, Warner Music Korea anunció que BB GIRLS había dejado Warner Music Korea tras la expiración de su contrato. Más tarde ese día, se reveló que el grupo continuaría como trío bajo su propia agencia BBGIRLS Company, en conjunto con GLG , luego de la partida de Youjoung .

## Miembros

##### Actuales
- Minyoung (민영)
- Eunji (은지)
- Yuna (유나)

##### Anteriores
- Yujeoung (유정)
- Eunyoung (은영)
- Seo-a (서아)
- Yejin (예진)
- Yoojin (유진)
- Hyeran (혜란)
- Hayun (하윤)

### Cronología
- Negro (vertical) = lanzamiento del álbum
- Rojo (horizontal) = alineación original
- Naranja (horizontal) = segunda alineación
- Negro (horizontal) = inactiva

## Discografía

### Extended plays
| Título            | Detalles del álbum | Posición más alto | Ventas        |
| Título            | Detalles del álbum | KOR               | Ventas        |
| ----------------- | --- | ----------------- | ------------- |
| Back To Da Future | - Lanzamiento: 29 de julio de 2011 - Discográfica: Brave Entertainment - Formato: CD, descarga digital Track list 1. Back to da Future 2. Easily (툭하면) [feat. Skull] 3. If It Rains (비가 내리면) 4. It Hurts So Much (너무 아파) [feat. Maboos of Electroboyz] (Eunyoung solo) 5. Do You Know (아나요) [Acoustic Version] 6. Easily (툭하면) [Instrumental] | 14                | - KOR: 3,484  |
| Re-Issue          | - Lanzado: 22 de febrero de 2012 - Discográfica: Brave Entertainment - Formato: CD, descarga digital Track list 1. B'Girls Are Back 2. Nowadays, You (요즘 너) 3. Without a Word (말 없이) 4. Nowadays, You (요즘 너) [Remix] 5. Nowadays, You (요즘 너) [Instrumental]                                                                                         | 14                | - KOR: 2,865  |
| High Heels        | - Lanzamiento: 27 de junio de 2016 - Discográfica: Brave Entertainment - Formato: CD, descarga digital | 22                | - KOR: 1,048  |
| Rollin'           | - Lanzamiento: 7 de marzo de 2017 - Discográfica: Brave Entertainment - Formato: CD, descarga digital | 30                | - KOR: 1,091  |
| Summer Queen      | - Lanzamiento: 17 de junio de 2021 - Discográfica: Brave Entertainment - Formato: CD, descarga digital | 3                 | - KOR: 75,663 |

### Álbumes sencillos
| Título         | Detalles del álbum | Posición más alta | Ventas        |
| Título         | Detalles del álbum | KOR               | Ventas        |
| -------------- | --- | ----------------- | ------------- |
| The Difference | - Lanzamiento: 7 de abril de 2011 - Discográfica: Brave Entertainment - Formato: CD, descarga digital Track list 1. Ain't Nobody Like Brave Girls 2. So Sexy 3. Do You Know (아나요) 4. So Sexy (Instrumental) | 2                 | - KOR: 11,676 |

### Sencillos

#### Como artista principal
| Título                                                                                | Año  | Posición más alta | Posición más alta | Posición más alta | Ventas (DL)    | Álbum             |
| Título                                                                                | Año  | KOR               | KOR Hot           | US World          | Ventas (DL)    | Álbum             |
| ------------------------------------------------------------------------------------- | ---- | ----------------- | ----------------- | ----------------- | -------------- | ----------------- |
| «Do You Know» (아나요)                                                                | 2011 | 19                | —                 | —                 | - KOR: 428,789 | The Difference    |
| «Easily» (툭하면) (feat. Skull)                                                       | 2011 | 38                | 67                | —                 | - KOR: 698,375 | Back To Da Future |
| «Nowadays, You» (요즘 너)                                                             | 2012 | 21                | 18                | —                 | - KOR: 660,397 | Re-Issue          |
| «For You» (포유)                                                                      | 2013 | 50                | 61                | —                 | - KOR: 50,585  |                   |
| «Deepened» (변했어)                                                                   | 2016 | 131               |                   | 14                | - KOR: 10,942  | High Heels        |
| «High Heels» (하이힐)                                                                 | 2016 | 145               | —                 | - KOR: 12,034     |                | High Heels        |
| «Yoo-hoo» (유후 (우린 아직 여름))                                                     | 2016 | —                 | —                 | - KOR: 3,591 -    | -              |                   |
| «Rollin'» (롤린)                                                                      | 2017 | 2                 | 1                 | — -               |                | Rollin'           |
| «Rollin' (New Version)» (롤린 (New Version))                                          | 2018 | —                 | —                 | —                 |                |                   |
| «We Ride» (운전만해)                                                                  | 2020 | —                 | 4                 | —                 |                |                   |
| "—" denota lanzamientos que no fueron lanzados en la región o que no fueron listados. |      |                   |                   |                   |                |                   |

#### Como artista invitado
| Título                                                                    | Año  | Posición más alta | Posición más alta | Ventas (DL)   | Álbum                                        |
| Título                                                                    | Año  | KOR               | KOR Hot           | Ventas (DL)   | Álbum                                        |
| ------------------------------------------------------------------------- | ---- | ----------------- | ----------------- | ------------- | -------------------------------------------- |
| «Passing of the Year» (Electroboyz, Brave Girls, Big Star & Park Soo Jin) | 2013 | 105               | 90                | - KOR: 18,239 | "Passing of the Year (Prod. Brave Brothers)" |

### Apariciones en compilaciones
| Título                                                                                | Año  | Posición más alta | Álbum                                                   |
| Título                                                                                | Año  | KOR               | Álbum                                                   |
| ------------------------------------------------------------------------------------- | ---- | ----------------- | ------------------------------------------------------- |
| «Mapo Terminal» (마포종점)                                                            | 2016 | —                 | Immortal Songs: Singing the Legend (Park Chun-Seok 1st) |
| "—" denota lanzamientos que no fueron lanzados en la región o que no fueron listados. |      |                   |                                                         |

## Filmografía

### Videos musicales
| Título                  | Año              | Directores    | Ref. |
| ----------------------- | ---------------- | ------------- | ---- |
| «Do You Know»           | 2011 Desconocido |               |      |
| «So Sexy»               | 2011 Desconocido |               |      |
| «Easily»                | 2011 Desconocido | Kim Kwang-eun |      |
| «Nowadays, You»         | 2012             | Joe Brown     |      |
| «Deepened»              | 2016             | Joo Hee-sun   |      |
| «High Heels»            | 2016             | Jo Soo-hyun   |      |
| «Yoo Hoo»               | 2016             | Joe Brown     |      |
| «Rollin'»               | 2017             | Lim Jae-kyung |      |
| «Rollin' (New Version)» | 2018             | BRICK         |      |
| «We Ride»               | 2020 Desconocido |               |      |